# Rodolfo Cimino
Rodolfo Cimino (* 16. Oktober 1927 in Palmanova, Friaul-Julisch Venetien; † 31. März 2012 in Mestre, Venedig) war ein italienischer Comicautor und Politiker (PSI).

## Anfänge
Cimino begann seine Karriere als Inker des Comiczeichners Romano Scarpa. Auf dessen Rat hin versuchte sich Cimino als Comicautor. Seine erste Geschichte, Eisberge am Äquator, wurde im Topolino 283 erstmals veröffentlicht. In Deutschland debütierte sie im LTB 79.

## Struktur der Handlungen
Die Storys Ciminos haben meist einen ähnlichen Aufbau. Dagobert Duck begibt sich auf eine Schatzsuche, um sein Vermögen zu vergrößern. Daraufhin reisen er, Donald und/oder die  Neffen in seltsamen Fahrzeugen (zum Beispiel in der Story Der dreizähnige Drache mit einem mechanischen Drachen) in andere Länder mit exotischen Bräuchen. Mit diesen Bräuchen kommen Donald und Dagobert nicht klar, was zur Folge hat, dass die Schatzsuchen fehlschlagen. Es kann auch vorkommen, dass die Schätze für Dagoberts Empfinden wertlos sind. Ausnahmen sind Storys aus frühen Jahren sowie die Reihen Prinzessin Marbella und Oma Ducks Lagerfeuergeschichten.

## Trivia
In einer von Riccardo Pesce geschriebenen Story taucht Cimino als Wärter eines Parkhauses auf.

## Auszeichnungen
- 1991: ANAF-Preis
- 2007: Papersera-Preis